# Dario Cataldo
Dario Cataldo (ur. 17 marca 1985 w Lanciano) – włoski kolarz szosowy.

## Osiągnięcia
Opracowano na podstawie:

2006
- 1. miejsce w Giro Ciclistico d’Italia

2007
- 3. miejsce w Eschborn–Frankfurt
- 1. miejsce w klasyfikacji punktowej Tour de l’Avenir
  - 1. miejsce w klasyfikacji górskiej
  - 1. miejsce na 2. i 7. etapie

2010
- 2. miejsce w mistrzostwach Włoch (jazda indywidualna na czas)
- 1. miejsce w Gran Premio Bruno Beghelli

2012
- 1. miejsce w mistrzostwach Włoch (jazda indywidualna na czas)
- 1. miejsce na etapie 2b Tour de l’Ain (jazda drużynowa na czas)
- 1. miejsce na 16. etapie Vuelta a España

2013
- 1. miejsce na etapie 1b Giro del Trentino (jazda drużynowa na czas)
- 1. miejsce na 2. etapie Giro d’Italia (jazda drużynowa na czas)

2014
- 2. miejsce w Settimana Internazionale di Coppi e Bartali
  - 1. miejsce na etapach 1b (jazda drużynowa na czas) i 4.
- 2. miejsce w mistrzostwach Włoch (jazda indywidualna na czas)

2016
- 1. miejsce na 2. etapie Vuelta a Burgos (jazda drużynowa na czas)

2018
- 1. miejsce w klasyfikacji górskiej Critérium du Dauphiné
- 3. miejsce w Österreich-Rundfahrt

2019
- 1. miejsce na 15. etapie Giro d’Italia
- 1. miejsce na 1. etapie Vuelta a España (jazda drużynowa na czas)

## Rankingi
| Rok                | 2009 | 2010 | 2011 | 2012 | 2013 | 2014 | 2015 | 2016 | 2017  | 2018 | 2019 | 2020 | 2021 |
| ------------------ | ---- | ---- | ---- | ---- | ---- | ---- | ---- | ---- | ----- | ---- | ---- | ---- | ---- |
| UCI World Calendar | 232. | 169. |      |      |      |      |      |      |       |      |      |      |      |
| UCI World Tour     |      |      | 96.  | 75.  | 210. | 148. | -    | 140. | 197.  | 264. |      |      |      |
| World Ranking      |      |      |      |      |      |      |      | 378. | 673.  | 474. | 415. | 951. | 985. |
| UCI Europe Tour    |      |      |      |      |      |      |      | 587. | 1080. | 355. | 331. | 744. | 735. |
|                    |      |      |      |      |      |      |      |      |       |      |      |      |      |
| Źródło: UCI        |      |      |      |      |      |      |      |      |       |      |      |      |      |